# Torre de la Sal (Cabanes)
La Torre de la Sal, coneguda també com a Torre de Cabanes, es troba a la Ribera de Cabanes, al terme municipal de Cabanes, a la comarca de la Plana Alta.
Aquesta torre se situa molt a prop de la platja, al costat d'un jaciment iber, descobert després d'unes excavacions realitzades el 1987, i que van fer paralitzar l'abril de l'any 2008, les obres del PAI Torre de la Sal. La Torre es troba al costat d'un càmping i un restaurant.
Per declaració genèrica està catalogada com a Bé d'Interès Cultural, segons consta a la Direcció General de Patrimoni Artístic de la Generalitat Valenciana, presentant anotació ministerial número RI - 51-0010751, i data d'anotació 24 d'abril de 2002.
Presenta característiques molt semblants a les torres " Dels Gats", "Carmelet" i " Del Carmen", situades també a la Ribera de Cabanes, molt properes a ella.

## Descripció historicoartístic
Presenta planta quadrada d'uns sis metres de costat. Les cantonades es reforcen amb carreus, mentre que la resta de les parets és de fàbrica de maçoneria irregular. La porta d'accés és d'arc de mig punt i en la seva part superior presenta un matacà, igual que ocorre a la cantonada del costat.

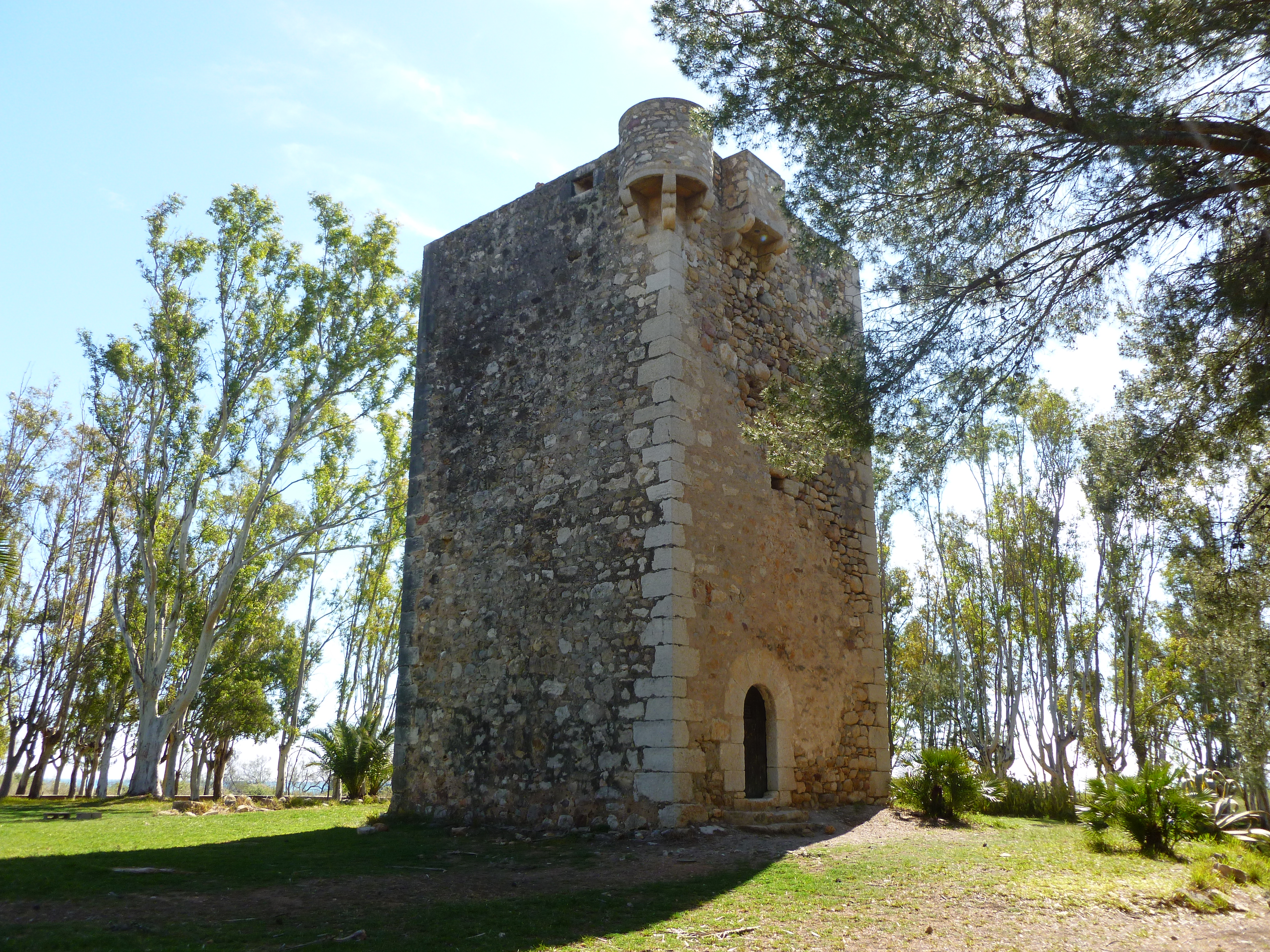
Vista general de la Torre
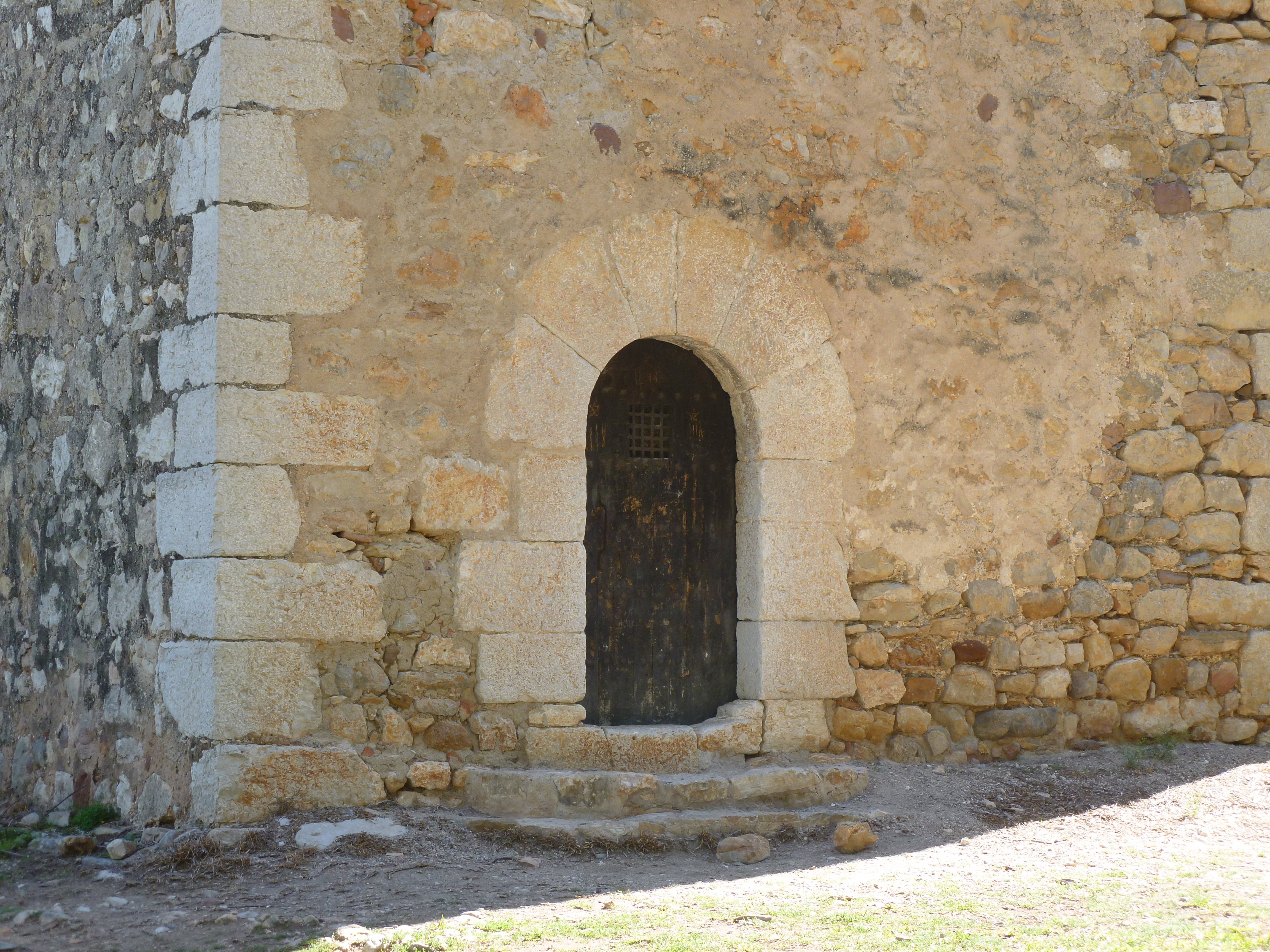
Porta adovellada
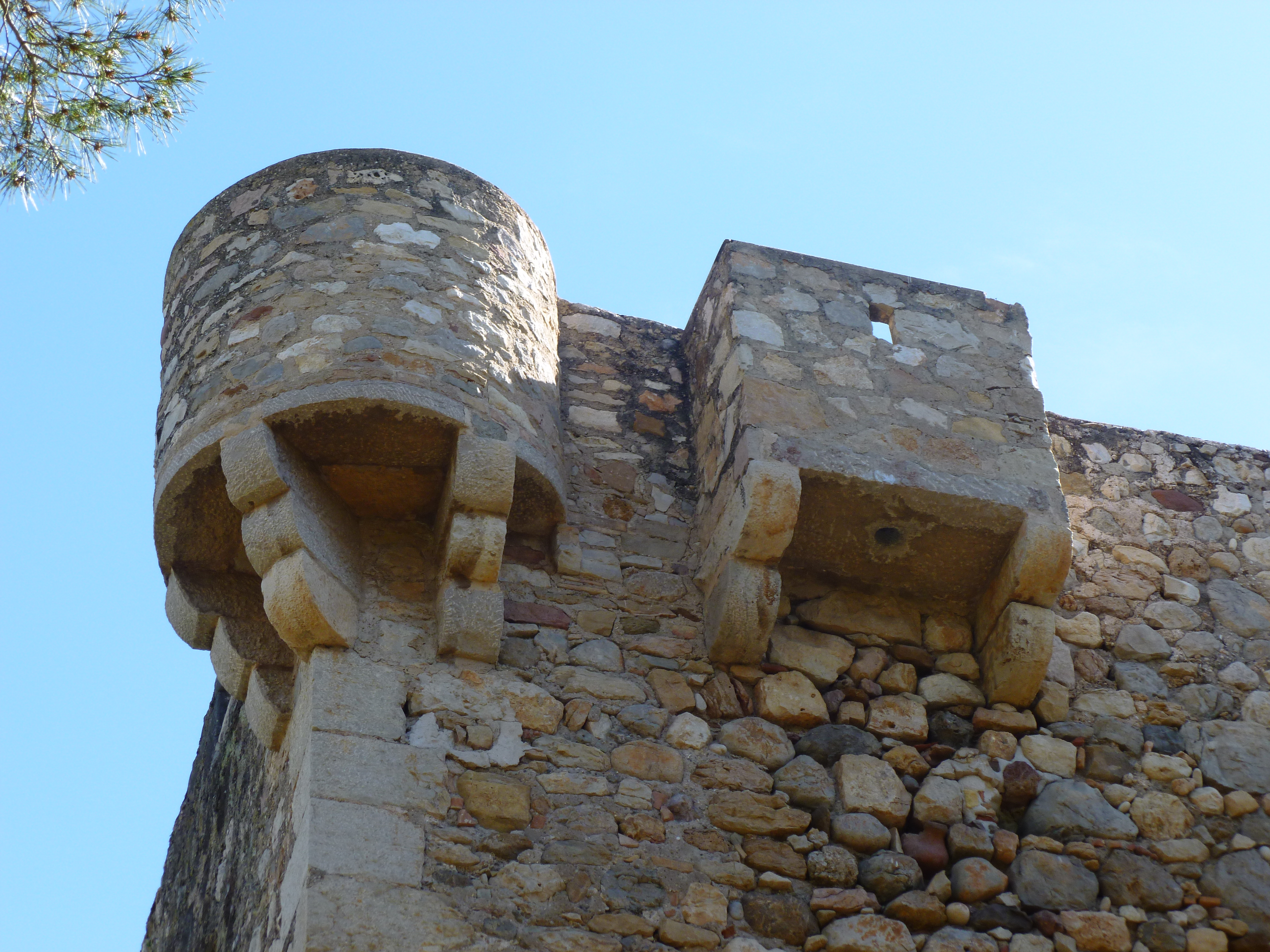
Detall garita i matacà